# Револуционарна Устаничка армија Украјине
Револуционарна побуњеничка армија Украјине позната и као Црна армија или као Махновисти, названа по свом вођи Нестору Махну, била је анархистичка војска формирана углавном од украјинских сељака и радника током Руског грађанског рата 1917-1922. Они су штитили деловање „слободних совјета“ и слободарских комуна на Слободној територији, покушај формирања либертаријанског комунистичког друштва без државности од 1918. до 1921. током украјинског рата за независност. Основани су и инспирисани на основу Црне гарде.

## Историја

### Позадина
Корени милитантног анархизма у Украјини могу се пратити до активности Запорошких козака, који су успоставили сопствену „слободну територију“ у Куманским степама, где су практиковали децентрализован, демократски и егалитарни начин организације све до свог пораза од руских Царство на прелазу из 19. века. Касније побуне у Украјини покренули су радикали у Јужном друштву декабриста, које је предводило краткотрајну побуну у Кијеву, и популисти кампање „Одлазак у народ“, који су покушали да запале сељачка буна у Чигирину.
Устанички анархизам се први пут проширио широм Украјине током Руске револуције 1905. године, са организацијама као што је Црна застава, покренуле терористичку кампању против царске аутократије. У малом граду Хуљапоље, млади Нестор Махно се придружио Савезу сиромашних сељака, који је извршио „експропријацију“ богатих мештана, пре него што је већи део групе ухапшен и затворен због својих активности. После Фебруарске револуције 1917. године, Махно је ослобођен и вратио се у свој родни град, где је почео да организује локално сељаштво. Са избијањем афере Корнилов, која је угрозила добитке револуције, Махно је основао револуционарни одбрамбени комитет који је кренуо у „разоружавање целокупне локалне буржоазије и укидање њених права над народном имовином“, што је резултирало оснивањем бројних аграрних комуна. Дана 10. септембра, украјинска анархисткиња Марија Никифорова одговорила је на покушај пуча тако што је предводила одред од 200 војника из Хуљапоља, наоружаног са само 10 пушака и неколико револвера, да разоружа пук руске војске у Орихову, заузевши град.
Преузимање власти од стране бољшевика током Октобарске револуције изазвало је грађански рат, пошто су контрареволуционари попут донских козака и украјинских националиста устали против нове власти. Марија Никифорова је одговорила формирањем одреда црне гарде од 60 припадника, запленивши оружје и муницију којом су нападали полицијске станице, задржавали возове и пљачкали складишта. У новембру 1917. године, након што је Никифорова ухапшена у Запорожју, анархисти су основали револуционарни комитет за координацију добровољне мобилизације Црне гарде, чинећи прве кораке ка милитаризацији украјинског анархистичког покрета.
Крајем 1917. године, када је Централни савет Украјине преузео контролу над Олександровском од локалног ревкома, градски бољшевици и леви социјалисти-револуционари апеловали су на подршку анархиста Хуљајпоља. После састанка локалног Совјета, сиромашни сељаци и анархисти Хуљајпоља одлучили су да интервенишу у сукобу, као подршка бољшевицима против украјинских националиста. У јануару 1918. године, анархисти Хуљајпоља су основали одред од 800 људи који је, предвођен Савелијем Махном, кренуо у Олександривск да се придружи Црвеној гарди и бори против снага Централног савета. У међувремену, назад у Хуљајпољу, Нестор Махно је предводио локални отпор донским козацима, успешно их победивши и разоружавши их, пре него што их је послао кући. Нестор је такође ослободио затворене локалне раднике и експроприсао 250.000 рубаља из банке, како би финансирао рад локалног совјета.
Централне силе су одговориле на избијање грађанског рата инвазијом на Украјину у фебруару 1918. Пошто Црвена гарда није могла да их заустави, немачке и аустријске окупационе снаге потписале су мировни споразум са украјинским Централним саветом. Следећег месеца, бољшевичка влада је капитулирала пред захтевима Централних сила у оквиру Брест-Литовског споразума, уступајући контролу над Украјином у замену за формално признање Совјетске Републике. Украјински револуционари су или насилно разоружани или евакуисани у Русију, где их је Црвена гарда такође разоружала. Уз подршку локалних земљопоседника, које су недавно одузели побуњени сељаци, 600.000 царских војника окупирало је Украјину, што је изазвало рат за независност док су устаничке групе устајале против окупаторских снага и украјинских  колаборациониста.
Нестор Махно је покушао да организује отпор инвазији, формирајући добровољачки одред од 1.500 људи и добијајући од Црвене гарде 3.000 пушака и шест топова. Сељачки одред кренуо је за Олександривск, где су доведени под команду Александра Јегорова. Али убрзо су открили да су, у њиховом одсуству, Хуљајпоље окупирале немачке трупе, уз помоћ локалних украјинских националиста који су преузели контролу од Совјетског Савеза и ухапсили водеће револуционаре средином априла. Анархистички одред се повукао у Таганрог где је одржао конференцију, одлучивши да ће једни кренути у обилазак Русије да би окупили подршку, док ће други остати да изграде тајну револуционарну организацију. Конференција је одредила јул 1918. као датум за прегруписавање, након чега ће се вратити у Хуљајполе и покренути устанак против окупаторских снага.
У време када су се анархистичке снаге вратиле у Украјину, земља је била потпуно стављена под контролу Централних сила, које су сада користиле њене ресурсе за помоћ у рату против Савезника. Централни савет је смењен и замењен Павелом Скоропадским, који је деловао као вођа нове украјинске државе, номинално независне државе Централних сила. Племство је такође повратило своју имовину од сељака, са хиљадама сељака који су били кажњени телесном и смртном казном, док су пољопривредни производи земље отпремани на запад. Многи либертаријански активисти из Хуљајпоља су погубљени током Белог терора, укључујући Јемелијана Махноа, а други као што су Александар Калашњиков и Савелиј Махно такође су чекали погубљење у затвору.
Већ незадовољни повратком у приватно власништво над земљом под новим режимом, велики део сељаштва је одбио да подржи конзервативну владу којом су управљали бивши царски руски званичници и коју су подржавали аустроугарски и немачки окупатори. Сељачке групе под разним самозваним атаманима које су се убрајале у списак УНР-ове војске сада су напале Немце, касније су прешле у привремени саборни револуционарни државни комитет у лето 1918, бољшевицима крајем 1918–1919, или дом да заштите локалне интересе, у многим случајевима мењање верности, пљачкање такозваних класних непријатеља и искаљивање вековних љутњи. Коначно су завладали селом средином 1919; највећи део би следио или социјалистичког револуционара Матвеја Григоријева или црну заставу Нестора Махна. Након Махновог повратка у регион, први махновистички одред је основан у Николајеву и почео је да врши нападе на положаје лидере земље. Сам Махно је формирао сељачки одред у Тернивки, али се убрзо вратио у Хуљајпоље прерушен у жену, како би извршио нападе на окупационе снаге.

### Настанак
Дана 22. септембра 1918. године, група анархиста око Нестора Махна и Симона Каретника почела је да предузима кораке да одлучно поново окупира свој родни град. Прерушени у одред Националне гарде, могли су да разоружају и нападну несвесне јединице украјинске државе, тактику коју су често користили. Уз помоћ својих маски, успели су да стигну до Хулиаиполеа у року од неколико дана, за длаку избегавајући локалне немачке окупационе снаге. Наставили су ка Марфопољу, где су наишли на снаге аустроугарске војске и повели лажно повлачење у поља, на чему су митраљеском ватром посекли аустријски одред. Након тога, анархисти су погубили локалног шефа полиције и пренели пропаганду регрутованим трупама, подстичући их да се побуне и покрену револуције у својим домовима, пре него што су их пустили у различитим правцима.
Док су окупационе снаге биле заузете пацификацијом Марфопоља, анархисти су се коначно вратили у Хуљајпоље и расули по целом региону, дижући локално сељаштво на устанак. Одржали су скупштину са 400 учесника, на којој се расправљало о распламсавању побуне и начину на који ће она бити процесуирана, брзо разрађујући програм акције. У року од једног дана, побуњеничке снаге су преузеле контролу над регионом без икаквог крвопролића, накратко су вратиле локалну инфраструктуру под радничку контролу и поново успоставиле „моћ совјета“, пре него што су објавиле општу побуну широм Украјине како би збацили Хетманат и збацили окупационих снага. Међутим, 29. септембра, Централне силе су кренуле у контранапад, приморавајући анархисте да евакуишу град и повуку се у Мариупољ како би избегли опкољавање и накнадне репресалије. На путу за Мариупољ, побуњеници су успели да разоружају више јединица Хетмана и заузму њихову опрему за себе, пре него што су се повезали са устаничким снагама од 60 војника које је предводио анархистички морнар Федир Шчус, који је водио герилски рат против окупације од конференција у Таганрогу. Две снаге су одлучиле да се удруже, како би могле успешно да воде отворени рат не само против Централних сила, већ и против нападачког Белог покрета. Овај поклич је на крају довео до тога да су побуњеници окупили 1.500 добровољаца, иако је само једна четвртина била наоружана.
Побуњеници су упали у заседу у Дибривки, пресекавши им пут за повлачење, али махновисти су успели да одрже приступ шуми кроз низ бочних маневара. Суочен са огромним изгледима, Махно је успео да подстакне побуњенике да нападну надмоћније непријатељске снаге. Тако се у ноћи 30. септембра један устанички одред од 30 војника поделио на две групе - једну коју је предводио Шчус, другу предводио Махно. Суочили су се са добро наоружаним снагама које је предводио аустријски батаљон од 500 војника, уз подршку 100 украјинских штитоноша и 80 припадника националне гарде, што је укупно више од 20 пута надмашило устанике. У изненадном нападу, две мале побуњеничке групе су се позиционирале са обе стране непријатељског логора и отвориле ватру на ненаоружане трупе, приморавајући их на панично повлачење, које су прогонили локални сељаци наоружани само пољопривредним алатима. По завршетку битке заробили су четири митраљеза и два возила са муницијом, заједно са 80 непријатељских ратних заробљеника. Пошто су их њихови официри очигледно препустили устаницима, заробљене украјинске трупе су стрељане, док су преостали аустријски војници нахрањени и пуштени са неким намирницама, лишени кепија (врста капе). За своју војничку храброст током битке, Нестор Махно је невољно прихватио почасну титулу Батка од победоносних устаника.
Побуњеници су потом извели низ напада на Немце и њихове украјинске сараднике, при чему су се Махно и Шчус инфилтрирали на белоруски састанак на једном земљопоседнику и дигли у ваздух своје домаћине бомбом. Ово је такође наишло на репресалије окупаторских снага, које су извеле контранапад на Дибривку, спаливши стотине кућа у селу и напавши локално сељаштво. Побуњеници су такође извршили репресалије над немачким насељеницима који су сарађивали са окупационим снагама, спаливши известан број кулака, иако је Махно наредио да се мирни Немци поштеде, па чак и да им се надокнади имовинска штета. Током наредних недеља, многе побуњеничке групе су почеле да се дижу широм региона, нападајући окупационе снаге и сараднике. Тада су устаници своју борбу почели да карактеришу као борбу против земљопоседника и кулака, као и страних окупационих снага, што је повећало положај устаника са њиховом сиромашном сељачком базом. Побуњеници су почели да оснивају „народне судове“ за решавање ратних заробљеника, чиме су направили преседан за ослобађање војника, а стрељали официре и сараднике.
Када би побуњеничке снаге заузеле неко село, поставиле би стражарске положаје са свих страна како би осигурале да не буду погођене изненадним нападима и да се могу повући ако је потребно. Они би такође постављали лажне трагове како би довели непријатеља у заблуду о правцу кретања, често скрећући курс и крећући се ноћу у областима које су добро познавали. Дана 15. новембра, мађарски напад на село Темиривка помогао је локални кулак, коме је сам Махно грешком дозволио пролаз. Побуњеници су успели да зауставе напад митраљеском ватром, али су након неуспелог јуриша коњице били приморани да се повуку, приковани мађарском снајперском ватром. Упркос покушајима побуњеника да сломе напад, мађарска појачања су натерала устанике да се повуку, пошто су изгубили половину од својих 350 војника, а Махно, Шчус и Каретник су сви били рањени. Упркос поразу, побуњеници су наставили са својим непрекидним нападима на немачке колонисте и украјинске земљопоседнике, чиме су на крају очистили цео регион око Хуљајпоља од окупационих и колаборационистичких снага. До краја 1918. цела источна Украјина је доживљавала побуне против Централних сила, које су расле до те мере да је немачка врховна команда у Александровску чак пристала на захтеве побуњеника за амнестију за своје ратне заробљенике.
На регионалној побуњеничкој конференцији, Махно је предложио да они отворе рат на четири фронта: истовремено против Хетманата, Централних сила, Донских козака и Белог покрета. Одлучено је да се устаничке снаге реорганизују у јединствену војску, по федералном моделу, са мешовитим батаљонима састављеним од коњичког, пешадијског, тачанског и артиљеријског одсека. Уз сагласност својих снага, команданти на сваком од четири фронта имали су дискреционо право да уведу војну дисциплину у своје редове и одговарали су директно Батку Махну као главнокомандујућем. Основана је и обавештајна служба коју су чиниле жене добровољке, са задатком да прати кретање непријатеља и извештава о њима централну команду. Устаничка врховна команда, која је укључивала Шчуса и Каретника заједно са Махном, скоро је збрисана недуго након што је конституисана, опкољена окупационим снагама код Синељникова и тек за длаку спасена појачањем. Још један промашај догодио се 20. новембра, када је Махнов са лоше припремљеним одредом напао бели руски оклопни воз, убивши један број његових најискуснијих бораца, што је чак довело до ширења гласина по Украјини о Махновој смрти.
У то време, Централне силе су биле принуђене да потпишу примирје, чиме је окончан Први светски рат и окончана њихова окупација у Украјини. Симон Петљура је такође предводио државни удар у Кијеву који је збацио Павела Скоропадског са власти, реконституишући Украјинску Народну Републику са Управом као владом. Нова влада је дала амнестију свим политичким затвореницима, дозвољавајући Савелију Махну и Александру Калашњикову да се врате кући у Хуљајпоље, али је нестабилно примирје између побуњеника и владе почело да слаби, пошто су петљуровци желели да формирају савез са белим покретом под Антоном Дењикином.

### Интензивирање сукоба
Пошто су се Централне силе повукле из Украјине, у децембру 1918. године, Савезници су предводили интервенцију на страни Белог покрета Антона Дењикина, са 50.000 савезничких војника који су се искрцали у Одеси и били распоређени широм јужне Украјине. Украјинска Народна Република је контролисала већину преосталог дела Украјине, али су њихове снаге биле лоше опремљене и изоловане, а противили су им се савезници, како бели тако и црвени Руси. Ухваћени између белаца и националиста, махновисти су сами успели да заузму велику територију у Запорожју и Приазовију. Уз подршку локалног сељаштва, хиљаде локалних побуњеника су чувале њихове редове, али им је и даље недостајало оружје и муниција.
Устаничка армија је у великој мери била заузета на фронту у Донбасу, где је учествовала у окршајима са козацима Донске републике. Уложени су напори да се избегне отварање западног фронта против украјинских националиста, док је командант побуњеника Алексеј Чубенко преговарао о примирју између две стране како би се ефикасно супротставио Дењикину. Али након што су националисти насилно разбили Јекатеринославски совјет, махновисти су решили да интервенишу у име бољшевика, који су анархистима обећали војну помоћ коју нису могли да пруже. Дана 27. децембра, Махно је предводио снаге од 600 побуњеника у нападу на град, брзо заузевши железничку станицу без крвопролића и заузевши стражарска места. Иако су запленили 20 митраљеза, 4 артиљеријска топа и знатну муницију, махновисти су били неспремни за уличне борбе у урбаној средини, па им је било потребно још много дана да потерају преостале националистичке снаге из града. Упркос томе што су анархисти играли главну улогу у бици за Јекатеринослав, бољшевици су одлучили да сами преузму контролу над градом, постављајући своје официре на кључне позиције у градској бирократији. Али анархисти и леви социјалисти-револуционари чврсто су се држали своје већине у градском револуционарном комитету, спречавајући бољшевике да преузму власт, који су одговорили напуштањем својих војних положаја и дозвољавајући националистичкој контраофанзиви да поново заузму град. Пошто је њихов главни пут повлачења пресечен, устаници су били приморани да пређу преко залеђене реке Дњепар, при чему су се многи или удавили у леденој води или су били посечени националистичком паљбом.
Устаници су се вратили у Хуљајпоље, где је Виктор Белаш започео припреме за конгрес за реорганизацију Донског фронта, који је још био састављен од углавном неповезаних и слабо снабдевених партизанских одреда. Дана 3. јануара 1919. делегати сваког од 40 устаничких одреда састали су се на конференцији у Полохи. Делегати су изразили потребу за снабдевањем и централном командом, на шта је Белаш одговорио предлагањем реорганизације одреда у пукове под командом махновистичког генералштаба, што је резолуција која је једногласно донета. Изабрали су централну команду на челу са Белашем, који је 6.200 војника стационираних на фронту реорганизовао у пет пукова. Сваки од ових пукова био је састављен од три батаљона, који су се редом састојали од три чете, редом од три вода, где би свака јединица бирала своје команданте.
У процесу реорганизације, устаничка војска се нашла окружена са свих страна: суочила се са 2.000 украјинских националиста на северу; 5.000 колониста менонита на западу; и 4.500 белих добровољаца на југу. Али регрути сељаци у оквиру ових снага често су дезертирали и придружили се махновистима, који су током наредних недеља видели да су њихови редови порасли: њихов јужни фронт (250 км) је имао 15.000 пушака, 1.000 коњаника и 40 митраљеза; западни фронт је бројао 2.000 устаника; северни фронт је бројао 10.000 устаника; док је 5.000 устаника држано у резерви код Хуљајпоља. До средине јануара 1919, махновски редови су имали укупно 29.000 бораца на 550 км фронта и 20.000 у резерви. Као одговор, непријатељским редовима на све стране послата су појачања са Кавказа: 2.000 пешака и 300 коњаника Менонитима; 10.000 пешака Белима код Бердјанска; док је додатних 2.000 пешака и 800 коњаника предводило офанзиву белаца против Хуљајпоља. Како су се сукоби на свим овим фронтовима интензивирали, многи сељаци су побегли у Хулиаиполе, праћени блиском белом напредовањем. У Дибривки је 23. јануара 1919. године одржан Први обласни конгрес сељака, радника и бораца. Јединице Устаничке армије и сеоских округа Слободне територије послале су 100 делегата, углавном левих есера и максималиста, који су настојали да ојачају фронтове ветеранима Првог светског рата и обезбеде ослобађање сељачких обвезника из белоруски и украјински националистички редови.
Од 24. јануара до 4. фебруара махновисти су водили тешке битке са Белима како би задржали контролу над својом територијом, трошећи притом скоро сву муницију. У таквој ситуацији они су почели да гледају на Црвену армију као на потенцијалног савезника.

### Уједињење са Црвеном армијом
Пошто су регрути почели масовно да дезертирају из украјинских националистичких снага, бољшевици су коначно прекршили Брест-Литовски споразум и наредили Црвеној армији да изврши инвазију на Украјину, а Кристијан Раковски је прогласио успостављање Украјинске Совјетске Социјалистичке Републике у Харкову. Након што је Црвена армија заузела Јекатеринослав од националиста, а Луганск од белаца, 26. јануара Устаничка армија је послала Алексеја Чубенка да се састане са бољшевичким командантом Павлом Дибенком и обезбеди војни савез између двеју снага. Устаничка армија је касније била апсорбована у Украјинску совјетску армију и постала позната као 3. Трансдњепарска бригада, а Дибенко је обећао да ће им обезбедити преко потребно оружје, муницију и новац.
Иако су сада и сами били под бољшевичком командом, устаници су задржали структуру коју је успоставио Белаш, укључујући слободан избор команданта јединица. Сам Виктор Белаш се састао са својим новим главнокомандујућим Владимиром Антонов-Овсеенком, који је поново потврдио обећање о додатним залихама за побуњенике и намеру Црвене армије да успостави комунистичко друштво. До 4. фебруара, снабдевање бољшевика муницијом омогућило је устаницима да се врате у офанзиву, што је резултирало брзим заузимањем Орихива, Пологија и Бахмута. Новонабављене пушке су такође омогућиле устаницима да наоружају своје резерве, због чега је 3. бригада доживела брз бројчано повећање, чак и премашивши величину дивизије у коју је била интегрисана. Са повећањем броја, побуњеници су се гурали на југ и исток током следећег месеца, заузевши Бердјанск и Волноваху.
Упркос растућим тензијама између устаника и њихових бољшевичких команданата, због њихових политичких разлика, устаници су показали изразиту солидарност са радницима у Совјетској Русији. У једном случају, устаници су запленили 100 вагона жита (1.467 тона) од Белог покрета, које су одмах отпремили у Москву и Петроград, у самосталној акцији која је изазвала непријатељство бољшевичке команде. Побуњеници су такође позвани да бране регионално становништво од ексцеса које су чинили пукови Црвене армије, који су се бавили пљачком и антисемитским погромима. Сама побуњеничка армија је оштро казнила дела антисемитизма у својим редовима: једини документовани случај да су побуњеници починили погром резултирао је погубљењем починилаца, након чега се на махновистичкој територији више није дешавало погром.
У Хуљајпољу је 12. фебруара одржан Други регионални конгрес сељака, радника и бораца који је окупио 245 делегата из 350 руралних округа слободне територије. Делегација из Харкова је известила о својим преговорима са секретаром украјинске совјетске владе, за који су изјавили да је поново потврдио савез бољшевика са устаницима. Конгрес је затим скренуо пажњу на питање ауторитета Комунистичке партије над Совјетима, при чему је делегат из Новопавловска показао изразиту фрустрацију по том питању:
Украјинска привремена влада је стајала по страни, прво у Москви, а затим у Курску, све док радници и сељаци Украјине нису ослободили територију непријатеља. [...] Сада када је непријатељ поражен... нека влада се појављује у нашој средини, описује себе као бољшевика и има за циљ да нам наметне своју партијску диктатуру. Да ли се то уважава? ... Ми смо непартијски побуњеници, и побунили смо се против свих наших угњетача, нећемо се суочити са новим ропством, без обзира на четврт одакле може доћи!
У инат бољшевицима, Конгрес је донео резолуцију којом се проглашава успостављање „слободно изабраних, антиауторитарних совјета“, који би били независни од било које политичке партије. Такође је одлучио да изабере Револуционарни војни совјет, који ће деловати као извршна власт Махновиста између конгреса; успоставио одељење за снабдевање за дистрибуцију опреме по линијама фронта; и наредио „добровољну“ и „егалитарну“ мобилизацију како би се осигурало континуирано функционисање ратне економије. У то време, побуњеници су доживели тако брз прилив добровољаца да нису били у стању да их све снабде оружјем, због чега је 70.000 људи остало у резерви, док се 30.000 активних војника борило на фронту.
За махновисте је њихова интеграција у Црвену армију била искључиво војна одлука, али су бољшевици на то гледали кроз политички оквир и ту одлуку су схватили као прећутно признање ауторитета Украјинске Совјетске Републике. Сама украјинска совјетска армија била је састављена „скоро искључиво од одреда локалних партизана“, бољшевичког руководства, које је настојало да наметне строгу војну хијерархију над партизанима, смењујући известан број народних атамана и уводећи политичке комесаре да надгледају бољшевизација војске. Махновисти су били отворено негодовани због ревизије од стране Чеке и комесара, а неки побуњеници су чак и стрељани због непокоравања бољшевичкој идеологији. Ово огорчење је појачано када се обећана материјална подршка бољшевика није манифестовала, па су устаници добили 3.000 лоше направљених пушака и 100.000 комада муниције, али ниједан од митраљеза или артиљеријских топова које је команда Црвене армије обећала. Бољшевици су намерно ограничили снабдевање оружјем, који су и сами негодовали због снажног утицаја анархиста и левих СР-а у редовима побуњеника, посебно жалећи због присуства Дмитрија Попова, који је предводио устанак левих СР-а пре него што је пребегао у украјински анархистички покрет. Јозеф Дајбетс, анархосиндикалиста који је постао бољшевик и који је био на челу револуционарног комитета у Бердјанску, касније ће се хвалити да је саботирао махновистичке ланце снабдевања, подсећајући да је једном преусмерио тражену пошиљку коже у време када је „половина махновиста била готово боса.„ Упркос непријатељствима између совјетских фракција, побуњеници су наставили да помажу офанзиву против белаца на Криму, чак су се гурали до Дењикиновог штаба у Таганрогу пре него што су се нагло зауставили због недостатка оружја и муниције, опреме коју су потом покушали да заплене.
У Хуљајпољу је 10. априла одржан Трећи регионални конгрес сељака, радника и бораца који је окупио делегате из 72 округа, који су представљали преко два милиона људи. Пре него што је Конгрес могао да буде прекинут, примили су телеграм од Павла Дибенка, који је конгрес прогласио „контрареволуционарним“, прогласио његове учеснике одметницима и запретио им „најригорознијим репресивним мерама“. Револуционарни војни совјет је послао одговор којим је Конгрес бранио од ових оптужби, објашњавајући да је он прво сазван ради координације активности устаничке армије, у време када Црвена армија још није била присутна у региону. ] Чак су ишли толико далеко да су елаборирали разлоге самог постојања побуњеничког покрета, позивајући Дибенка да преиспита своје етикетирање милиона радника као „контрареволуционара“, тражећи од њега:
Може ли бити да закони које је поставила шачица појединаца, који себе описују као револуционаре, могу да им приуште право да ван закона прогласе читав један народ револуционарнијим од њих самих? [...] Да ли је толерантно или разумно да се закони насиља намећу у животе народа који се управо ослободио свих законодаваца и свих закона? Постоји ли неки закон по коме револуционар наводно има право да изврши најоштрију казну према револуционарној маси за чије се име бори, а то зато што је та иста маса себи обезбедила бенефиције које им је револуционар обећао... слобода и једнакост? Може ли та маса да ћути када јој 'револуционар' одузме слободу коју је управо освојила? Да ли закон револуције захтева стрељање делегата на основу тога што он тежи да у животу оствари задатак који му је поверила револуционарна маса која га је поставила? Које интересе треба да брани револуционар? Они из странке? Или оних људи по цену чије крви је покренута револуција?
Револуционарни војни совјет је тако закључио своје писмо изјавом о својој намери да настави своје активности, јер се сматра одговорним директно народу који је представљао. Контроверза је привукла пажњу Владимира Антонова-Овсеенка, који је 28. априла посетио Хуљајпоље, како би боље проценио ситуацију на терену. Украјинског главнокомандујућег дочекали су мештани, који су га поздравили оркестарском изведбом Интернационале. У побуњеничкој престоници Махно је обавестио Антонова-Овсеенка о ситуацији на фронту, упознао га са члановима локалног Совјета и поново га спојио са својом „старом познаницом“ Маријом Никифоровом. Потом је извршио инспекцију резервног пука бригаде, описујући их да их „ждеру очима“, док су слушали његов говор о њиховој колективној борби и „неопходности гвоздене дисциплине“. Како су стизале вести о успешном освајању Мариупоља од стране побуњеника, Махно је наставио да обећава даље успехе на фронту, под условом да побуњеници добију неопходну опрему. Махно је даље елаборирао материјалну несташицу коју су побуњеници трпели и жалио се на проблеме које је изазвала 9. совјетска резервна дивизија, коју је описао као „склону паници“, тврдећи да „симпатије њене команде леже са Белима“. Овсеенка су поздравили и побуњеници оптужени за разбојништво, а касније је сео са њима на ручак, након чега је обишао низ средњих школа и болница у граду. Антонов-Овсеенко ће касније приметити да иако је његов извештај можда изгледао као да даје побуњеницима неку непотребну идеализацију, он је инсистирао на томе да је настојао да пружи објективан приказ.
Следећег дана, Антонов-Овсеенко је послао поруку Кристијану Раковском, у којој је главнокомандујући хвалио побуњенике и категорички одбацио наводе о антисовјетској завери, захтевајући од украјинске совјетске владе да одмах прекине „ бесмислене казнене мере“ против анархиста. Он је такође отворено критиковао Известију (новине) због објављивања антианархистичких напада, проглашавајући их намерним провокативним актима дезинформација и бранећи махновисте да су показали „изузетну револуционарну храброст“. Наредио је Анатолију Скачку да махновистима обезбеди залихе које су им биле потребне, званично захтевајући да им се пошаљу артиљеријски топови, 4 милиона рубаља, муниција, санитетски материјал и особље, и оклопни воз, међу осталом опремом. Антонова-Овсеенка је потом критиковао због својих анархистичких симпатија од стране Лава Троцког, који га је позвао да усредсреди своје ресурсе на белу офанзиву у Донбасу, на шта је он одговорио понављајући своју одбрану махновиста и критикујући врховну команду Црвене армије у Москви због њихове неразумевање војне ситуације у Украјини. Упркос свим његовим напорима, захтев Антонова-Овсеенка да боље опреми махновисте није био испуњен и антианархистичке полемике су се наставиле у бољшевичкој штампи.
Извештаји Антонова-Овсеенка привукли су бројне истакнуте бољшевичке званичнике, укључујући Лава Камењева, да посете Хуљајпоље већ следеће недеље. Дочекали су их Никифорова и Махно, који су им пружили обилазак града. После почетних пријатности, несугласице су убрзо избиле када су бољшевици захтевали укидање Револуционарног војног совјета, предлог који устаници нису могли да прихвате јер су га „створиле масе и ни у ком случају га било која власт није могла распустити. Упркос томе, бољшевици и анархисти су се разишли у пријатељским односима, при чему је Каменев обећао да ће „увек наћи заједнички језик са аутентичним револуционарима попут махновиста“. Камењев је одмах затражио да се осуда Никифоровој ублажи и објавио отворено писмо у којем је оповргао осуду. Као и Антонов-Овсеенко пре њега, Камењев је поново позвао да се побуњеници снабде неопходном опремом коју им је влада обећала, тврдећи да ће испуњење овог захтева помоћи да се ублаже несугласице између две фракције.

### Побуне у Црвеној армији
Неколико дана касније, 6. украјинска совјетска дивизија под командом атамана Никифора Григоријева одбила је наређење да ослободи Мађарску совјетску Републику нападом на Краљевину Румунију. Григоријевска „Зелена армија“ је потом покренула устанак против бољшевика, поневши са собом значајну количину опреме и заузевши контролу над деловима Западне Украјине. Камењев је 12. маја послао поруку махновистима, позивајући их да осуде Григоријева и стану на страну бољшевика, под претњом „објаве рата“. Махновисти су одговорили понављањем своје лојалности Револуцији и изјавом да ће наставити да се боре на фронту све док не победе Бели покрет. Међутим, одустали су од тражене осуде, пошто још увек нису знали за детаље о Григоријевљевом устанку и решили су да саставе комисију која ће истражити аферу.
Бољшевици су брзо ухапсили махновистичке емисаре којима је било поверено да истраже Григоријева, који су их оптужили да су шпијуни који покушавају да склопе савез са Григоријевим. Након што су пуштени, емисари су открили доказе да су Григоријевљеве снаге чиниле погроме. Комисија би на крају изрекла осуду против „војсковође“, осуђујући га посебно због његовог антисемитизма и шовинизма, а истовремено остављајући простор сељацима који су га пратили да „оставе Григоријева и поново се окупе уз заставу револуције“. Међутим, они су такође анализирали узрок његовог устанка као реакција на политичку репресију у Украјини, окривљујући бољшевике за стварање услова за побуну. Управо је ово проглашење, комбиновано са тешким губицима Црвене армије против Григоријева, навело врховну команду да консолидује своје снаге око махновиста, надајући се да ће то спречити и њих да се побуне.
Лоше опремљени устаници су тада готово у потпуности били одговорни за јужни фронт против Белих. Након тактичке грешке дивизије предвођене бољшевицима, кубански козаци предвођени Андрејем Шкуром успели су да пробију совјетске линије и заузели Доњецк, узевши бројне бољшевике и махновисте као заробљенике и убила их. Према Антонов-Овсеенку, неспособност махновиста да издрже овај напад била је последица њиховог сталног недостатка залиха и појачања, пошто је врховна команда Црвене армије усмерила пажњу на Григоријева. Упркос томе што су потценили Шкурове снаге, врховна команда Црвене армије је уместо тога окривила махновце за пораз и одлучила да их елиминише, што је изазвало слом у црвеном командном ланцу када је Антонов-Овсеенко поново стао у одбрану устаника. Командант 2. украјинске совјетске армије, Анатолиј Скачко, одлучио је да Махнову бригаду претвори у 7. украјинску совјетску дивизију, јер би им то дало неопходан изговор да попуне устаничке редове члановима бољшевичке партије и политичким комесарима. Упркос томе што се на први поглед радило о аутентичном распореду, Скачко је ову конверзију описао као „организацијску реконструкцију“ која би владала у аутономији побуњеника и поставила темеље за њихову ликвидацију.
Антонов-Овсеенко је успео да осујети Скачков план и покушао је да устанички одред претвори у бригаду, али су се устаници већ отуђили од своје врховне команде, решивши да поново потврде своју аутономију и поново се успоставе као „независна устаничка армија“. Устаници су 29. маја издали саопштење команди Украјинског фронта и Савету народних комесара, захтевајући да им се одобри тражена независност, иако су и даље подложни општој команди Јужног фронта, пошто су на крају остали привржени свом савезу. са бољшевицима. Упркос овим покушајима помирења, Револуционарни војни савет је одговорио тако што је Махна прогласио одметником, издавши налог за његово хапшење и суђење пред револуционарним трибуналом.
Револуционарни војни совјет у Хуљајпољу је 31. маја одговорио сазивањем ванредног конгреса, изјављујући да ће „само радне масе моћи да осмисле излаз из настале ситуације, а не странке или појединци“. Четврти регионални конгрес сељака, радника и бораца, заказан за 15. јун, требало је да се одржи у Хуљајпољу, који ће окупити делегате из 90 округа широм јужне и источне Украјине, при чему је сваки делегат представљао или раднике, сељаке, побуњеничке јединице, махновистички генералштаб, или огранци просовјетских политичких организација. Ово обновљено испољавање директне демократије у Украјини директно је напао Лав Троцки, који је посебно оспоравао организацију Устаничке армије, коју је описао као „најружније лице герилског рата”, због недостатка принудне дисциплине и добровољности. Троцки је завршио своје опаске позивајући на репресију против било каквих „атамана и сламнатих команданата“ у Украјини и отворено изјављујући своју намеру да укине „независну анархистичку републику Хуљајпоље“, чак и до те мере да даје приоритет неутрализацији махновиста у односу на борећи се против Беле офанзиве против Харкова. Према Петру Аршинову, Троцки би више волео да преда целу Украјину Белом покрету, него да пусти да се Махновшчина настави развијати. Због симпатија према побуњеницима, Антонов-Овсеенко је лишен команде над украјинским фронтом и замењен је Јукумсом Вациетисом, летонским бившим официром царске војске. Троцки је 6. јуна потписао Наредбу 107, којом је забранио предстојећи устанички конгрес и наложио стрељање свих његових учесника.
Упркос недостатку залиха и изолацији од бољшевика, махновисти су покренули контраофанзиву на положаје код Доњецка. Пошто је део фронта код Гришина који су претходно држали бољшевици, остављен без посаде, кубански козаци су искористили прилику да нападну Хуљајпоље, који су заузели после „горке борбе“ са локалним устаницима. Покушаји локалног сељаштва Хуљајпоља да се одупру нападу, наоружаних само пољопривредним алатима и неколико пушака, наишли су на масакр од стране козака. Овај изненадни напад приморао је устанике да се повуку из Мариупоља и чак препусте Хуљајпоље козацима. Тада су махновисти први пут сазнали за Троцкову објаву рата против њих, али су наставили да усмеравају своју пажњу на офанзиву белаца, при чему је Махно чак дао оставку на свој положај у покушају да умири бољшевике. Дана 8. јуна, Троцки је одговорио нападом на махновисте, уживајући у паду Хуљајпоља у руке Белих и објављујући да је „Махнова побуна у процесу ликвидације.“ Упркос одбијању, Махно је следећег дана покушао да понуди бољшевицима оставку и потчињавање побуњеничких снага главној команди Црвене армије, потврђујући услове савеза.
Након што је Махно одустао од команде 7. дивизије, Троцки је именовао Александра Крусера да преузме вођство фронта, док је Махно изјавио да намерава да води герилски рат против Белих са задње стране. Троцки је тада наредио Клименту Ворошилову да ухапси махновисте који су се повлачили, али су они успели да пресретну поруку. Устаници су тада пронашли Ворошиловљев оклопни воз опкољен Белима и јуришом коњице и митраљеском ватром спасили своје „потенцијалне џелате”. Након неуспешног покушаја да приведе Махна да их ухвати, Ворошиловљев одред је ухапсио и стрељао неколико чланова махновистичког генералштаба. Троцки је такође наредио хапшење махновистичког шефа штаба Озерова, коме је судио Мартин Лацис и који је био стрељан следећег месеца.
Док је команда Црвене армије била заокупљена махновцима и григоријевцима, они су све више игнорисали фронт против Белих. За неколико недеља, источна Украјина је у потпуности пала у руке Белог покрета, а чак је и украјинска совјетска престоница Харков пала пре краја јуна.

### Независност
Устаници су смањени на број који је бројао 100-150 коњаника. Овај одред су предводили многи првобитни оснивачи побуњеничког анархистичког покрета, укључујући Симона Каретника, Федира Шчуса, Нестора и Григорија Махноа. Убрзо су наишли на напад Белих на Александровск, где је локални вођа бољшевика покушао да им помогне, али су побуњеници одбили делимично због недостатка људства и наставка њиховог статуса одметника. Када су други устанички одреди у оквиру Црвене армије открили да је Махно стављен ван закона, одлучили су да му се придруже, а једна бригада која је названа по Лењину се чак придружила махновистима. Махновисти су се убрзо повезали са другим побуњеничким одредима који су побегли са територија које су окупирали белци у Донбасу, због чега су се махновски редови повећали на хиљаде.
Устаничка војска се повукла на десну обалу, на територију Зелене армије Никифора Григоријева. Григоријев је још увек био у рату са црвеним снагама Павела Дибенка и постао је озлоглашен због свог антисемитизма, изводећи погроме у којима је само у Јелисаветграду убијено 3.000 људи. Због подршке Григоријева међу сиромашним сељаштвом Херсона, махновисти су покушали да формирају савез са Зеленима, а такође су основали комисију за истраживање Григоријевљевог антисемитизма и његове сумње у сарадњу са Белим покретом. Донета је одлука о спајању Зелених и Црних снага и њих двоје су 27. јула одржали масовни митинг 20.000 побуњеника у Сентову. Након што је Григоријев позвао на рат против црвених и савез са Белима, Алексеј Чубенко се огласио против њега, откривајући резултате махновистичке истраге и осуђујући „војсковођу“ као „контрареволуционара“. Када је Григоријев покушао да пуца у Махна, први га је упуцао Чубенко, убивши Херсонског атамана. Махновци су одмах пријавили тај чин окупљеним зеленим партизанима, од којих су многи потом регрутовани у анархистичке редове, док су се други поново придружили Црвеној армији да се боре против њих.
Пошто су бољшевици напустили источну Украјину, Украјинска Совјетска Социјалистичка Република је ликвидирана, а Црвена армија се повукла на десну обалу Дњепра, чистећи своје редове од преосталих махновиста у том процесу. Некадашње махновистичке одреде реорганизовао је у 58. дивизију политички комесар Јозеф Дајбетс, који ни сам није имао борбеног искуства. Пошто није у стању да довољно дисциплинује „самостални“ и „запорошки“ мелитопољски пук, почео је да тражи трупе које би могле да ликвидирају јединицу. Други пукови у оквиру дивизије су одбили, приморавајући Дајбетса да ангажује 700 Немаца из Спартакове лиге. Рекао им је да се дотични пук побунио и напустио фронт, наредивши Спартаковцима да их разоружају, па чак и стрељају, док је Мелитопољски пук одбио да узврати „својима“. Али упркос Дибетсовим најбољим напорима, команда Црвене армије је одлучила да у потпуности напусти украјински фронт и врати се у централну Русију, пошто је Бели покрет почео да се креће против Москве. Међутим, већи део 58. дивизије је одбио да напусти Украјину и потом је напустио Црвену армију, ухапсивши њихову бољшевичку команду пре него што се вратио у редове махновиста.
Крајем августа, Устаничка армија је реконституисана код Помичне, пошто су се пребези Црвене армије удружили са махновистима 700 коњаника и 3000 пешака, формирајући оружану снагу од 20,000 војника. Обновљена Устаничка армија била је састављена од три пешадијске бригаде и коњичке бригаде којом је командовао Шчус, као и артиљеријског дивизиона, митраљеског пука и Махнове личне „црне гарде“. Многи бивши зелени војници показали су се непослушним и због тога су отпуштени, јер су још увек држали антисемитизам и нису имали било какву „револуционарну свест“. Махновским редовима придружио се и Набат (унија анархистичких организација).
Јона Јакир се такође борио са симпатијама махновиста у оквиру своје 45. дивизије, која се и сама састојала углавном од побуњеника, док се повлачила из офанзиве белаца на Одесу. Команда Црвене армије одлучила је да се клони махновистичких линија, како би избегла више пребегова, јер не би могли поуздано да рачунају на сопствене трупе у отвореном сукобу са Устаничком армијом. Повлачећи се из Украјине, Црвена армија је чак уништила сопствену опрему како би спречила да она падне у руке устаницима, дижући у ваздух њихове оклопне возове у Николајеву и Подиљску. Приликом повлачења ка Кијеву, симпатизери махновиста у оквиру 45. дивизије добили су задатак да се боре против украјинских националиста, при чему је командант анархиста А.В. Мокроусов је водио заробљавање целог генералштаба националистичке дивизије, док је сукобима са махновистима управљала искључиво Чека. Последње повлачење Црвене армије из Украјине оставило је земљу подељену између анархиста, украјинских националиста и Белих.

### Кампања против Белог покрета
Бели су затекли своје снаге подељене између руског и украјинског фронта, при чему је 150.000 њихових војника учествовало у напредовању на Москву, док је само 15.000 држало источну Украјину. Националистичке снаге су се одмах повукле из напредовања белаца, што је омогућило да се највећи део белих снага окупи на махновистичким положајима код Вознесенска и Кропивницкија. Први сукоб између белаца и махновиста био је изненадни сусрет испред Помичне 20. августа, током којег су беле снаге претрпеле велике губитке, укључујући и известан број њихових оклопних возова. Устаници су потом покренули бројне коњичке нападе у позадину белих линија, приморавајући 5.000 белих војника да се укопају око Јелисаветграда, планирајући бочни маневар код Первомајска како би одсекли махновце са њихових линија снабдевања и натерали их да се повуку у северозапад. Они су 5. септембра започели офанзиву бескрвним заузимањем Арбузинке и Костјантиновке, али су устаници брзо поново заузели та два града. Бели су поново заузели Арбузинку и ухватили 300 ратних заробљеника, након што су устаници били принуђени да се предају због недостатка муниције, што је постао главни разлог успеха снабдевенијих Белаца против устаника. Према Петру Аршинову, две трећине напада побуњеника током овог периода били су покушаји да се ухвати муниција белаца. Један значајан пример овога био је напад побуњеника на Помичну 6. септембра, када је комбиновани напад побуњеничких оклопних возова и пешадије, уз подршку коњичког напада на белу позадину код Николајевке, резултирао заробљавањем вагона и гомиле муниције. У наредним данима, устаници су наставили да врше рације иза белих линија, приковавши их код Помичне и одсецајући их од њихове позадинске гарде. У једном од ових напада убијен је Григориј Махно.
Пошто су побуњеници почели да терају Беле назад на исток, Јаков Слашчов је преузео искључиву команду фронтом против махновиста и добио је наређење од белог генералштаба да задржи контролу над Јелисаветградом „по сваку цену“. Слашчов је брзо кренуо у офанзиву у позадину побуњеника, спасавајући белу дивизију која је била заробљена код Новоукрајинке, али их је контранапад приморао да се врате у Помичну, узрокујући 300 жртава. Према самом Слашчову, појачани напади махновиста иза њихових линија су „сејали панику“ међу белим редовима, стављајући их у позицију у којој ће или морати да „одмах падну да би заробили снаге махновиста ноћу, и тако поврати потпуну слободу маневара, или у супротном нападну у зору.“ Одлучили су да нападну следећег дана, натеравши устанике да се повуку према Умању и омогућивши Белима да поврате 400 заробљеника и три артиљеријска топа. Устаници су наставили са повлачењем две недеље, носећи са собом 8.000 рањеника и болесника, док су се упуштали у свакодневне окршаје са Белима. Када су стигли у Уман, нашли су га у рукама украјинских националиста, који су им понудили неутралан терен за лечење својих рањеника. Устаничка армија, која сада има 8.000 војника, укопала се изван Умања и упутила апел националистичким трупама које су свог вођу Симона Петљуру осудиле као „првака буржоаских класа“.
Дана 22. септембра, Бели су напали опкољене устанике код Перегоновке, намеравајући да их коначно униште. Током наредних дана, сукоби око села довели су до његовог пребацивања између обе стране, што је кулминирало битком код Перегоновке 26. септембра. Устаничка пешадија је напала беле положаје на истоку, а њихова коњица је напала беле пукове с леђа са запада успешно разбио непријатељске снаге. Бели су се вратили на Сињуху, а један пук је отишао чак до Лисе Хоре, а остале препустио побуњеничком нападу. Бели пуковник Владимир Алмендингер је известио да је повлачење било под сталним нападима побуњеника, што је довело до слома у ланцу команде, при чему су Бели користили оно мало муниције што су имали да одбију устаничку коњицу. У очају, Алмендингерова јединица је била приморана да преплива реку и да се врати у Новоукрајинку, претрпевши велике губитке, са једва 100 преосталих људи од 6 чета. Последњу линију повлачења покривао је батаљон од 60 људи под командом Бориса Гатенбергера, који је пуцао у себе након што су сви његови људи погинули у тучи побуњеничке митраљеске ватре и сабљама. Пошто се плима окренула у корист устаника, они су послали своју коњицу и артиљерију у потеру за Белима који су се повлачили, остављајући само неколико стотина преживелих. Устаници су заузели и 23 артиљеријска топа и 100 митраљеза, а у ратне заробљенике одвели 120 официра и 500 војника.
Пораз белаца код Перегоновке означио је прекретницу за цео грађански рат. Пошто Бели покрет у Украјини више није био у стању да изврши јуриш, Бела Устаничка армија од 7.000 војника поделила се у различитим правцима да би искористила своју победу. За нешто више од недељу дана, побуњеници су заузели огромну територију у јужној и источној Украјини, укључујући главне градове Криви Рог, Јелисаветград, Никопољ, Мелитопољ, Александровск, Бердјанск, Мариупољ и махновску престоницу Хуљајпоље. До 20. октобра, устаници су заузели јужно упориште Јекатеринослав, преузели пуну контролу над регионалном железничком мрежом и блокирали савезничке луке на јужној обали. Пошто су Бели сада били одсечени од својих линија снабдевања, напредовање на Москву је заустављено само 200 километара од руске престонице, а козачке снаге Константина Мамонтова и Андреја Шкуроа су преусмерене назад ка Украјини. Мамонтовљев одред од 25.000 људи брзо је приморао махновисте да се повуку са Азовског мора, одричући се контроле над лучким градовима Бердјанск и Мариупољ. Ипак, устаници су задржали контролу над Дњепром и наставили су да заузму градове Павлоград, Сињељникове и Чаплине.
У областима које су „махновски побуњеници ослободили сваке власти“, мештани су били позвани да изаберу своје Совјете и сазову регионалне конгресе као орган за доношење одлука у региону. У сваком граду, Устаничка армија је именовала своје амбасадоре да делују као веза између изабраних тела и оружаних снага, а да саме нису имале „никаква цивилна или војна власт“. Сами махновисти су били веома забринути за своје понашање у заробљеним областима, настојећи да не ометају обновљену совјетску демократију и наглашавајући да неће вршити „насиље или пљачку, нити упитне претресе“ над локалним становништвом.
На конгресу одржаном у Запорожју крајем октобра упућен је позив на „добровољну мобилизацију“ младих партизана у устаничку војску, при чему би они млађи од 25 година били послати на фронт, а старији од 25 година би били посвећени „локалним самоодбранама“. Мобилизације су довеле до тога да су редови устаничке армије нарасли на 80.000 војника, који су заједно контролисали скоро целу јужну Украјину. Конгрес је даље одлучио да се војска снабдева опремом отетом од непријатеља, експропријацијом од буржоазије и добровољним прилозима сељаштва. Од 100 милиона рубаља заплењених из банака, Конгрес је поделио 45 милиона побуњеницима, резервишући још 3 милиона за породице бораца. Радници у Бердјанску који су припремали артиљеријске оруђе за махновце чак су извлачили плаћање за своје услуге, у оштрој супротности са праксом реквизиције Црвене и Беле армије. Конгрес је такође забранио побуњеницима да конзумирају алкохол, под казном стрељања. Уместо тога, Лев Задов је организовао бурад са алкохолом за снабдевање козачким одредима Андреја Шкуроа, са намером да им се „уништи борбени дух“.
Док су махновисти радили покушавајући да изграде ново друштво у Дњепру, суочили су се са нападима изнутра од стране бољшевика и споља од стране белих козака. Дана 5. децембра, бољшевици су покушали да изврше државни удар тровањем Махна, али је план разоткривен и завереници су погубљени. Дана 22. децембра, Јаков Слашчов је предводио напад на град који је протерао махновце после недељу дана борби, остављајући хиљаде болесних и рањених побуњеника у граду, што је резултирало отказивањем планираног Четвртог регионалног конгреса. Епидемијски тифус је такође узео данак на обе стране сукоба, а многи побуњеници су већ подлегли тој болести. До краја 1919. у устаничким редовима остало је само 10.000 здравих војника, од којих је већина била принуђена да се повуче у своја упоришта око Хуљајпоља, Мелитопоља и Никопоља. Са махновистима у дефанзиви и Белом покрету који су се повлачили назад ка Кавказ, Црвена армија је поново покренула инвазију на Украјину.

### Кампања против Црвене армије
Са повлачењем Белог покрета, територије које су очистили махновисти и зелене армије заузела је Црвена армија, која је поново успоставила Украјинску Совјетску Социјалистичку Републику. Махновисти су се жалили на напредовање бољшевика, али су их ипак потцењивали, а Петар Аршинов је касније анализирао да су устаници направили тактичку грешку што нису успоставили фронт од Орела до Полтаве. Уместо да појачају свој северни фронт, махновисти су скренули пажњу на реконструкцију Украјине по анархо-комунистичкој линији. Устаничка армија је 7. јануара 1920. објавила декларацију Свим сељацима и радницима Украјине!, позивајући на „Свеукрајински конгрес радника и сељака“ ради самоорганизовања новог поретка у земљи. Махновисти су у декларацији даље предлагали: укидање свих белих едикта; прерасподела приватне својине и предузећа сељацима и радницима; успостављање „слободних совјета“ ван контроле политичких партија; институција грађанских слобода; укидање државне полиције; двострука употреба и совјетске рубље и украјинске гривне као валута; и изградња бартер привреде.
Овај проглас је наишао на отпор бољшевика, који су напали са севера и окупирали Дњепар, изјављујући: Живела светска бољшевичка комунистичка партија! Живела Трећа интернационала! Доле анархија! Упркос политичком непријатељству, две фракције су се у почетку сусреле у пријатељским односима због пораза Белих, али су бољшевици брзо ставили до знања да намеравају да поново интегришу устанике у Црвену армију. Дана 8. јануара 14. армија је наредила махновцима да се предају и интегришу у своје редове, како би се укључили у борбу у Пољско-совјетском рату. Ова наредба је дата уз претпоставку да ће највероватније бити одбијена, што би им дало повод за напад на махновце, који су већ предузели почетне кораке да „разоружају становништво и збришу Махнове банде“. Највећа махновистичка јединица, одред од 9.000 људи стациониран у Запорожју, одговорила је категоричним одбијањем наређења, баш као што је бољшевичка команда и предвидела. Следећег дана, Свеукрајински централни извршни комитет издао је декрет против Махна и Устаничке армије, којим их је прогласио ван закона као „дезертере и издајнике“. Како су непријатељства са Црвеном армијом настављена, Револуционарни војни совјет је распуштен и његови чланови су отишли у илегалиште, док је друге истакнуте анархисте, као што је Волине, ухапсила Чека. У року од неколико недеља, Црвена армија је кренула на Никопољ, где је 15.000 устаника било болесно од тифуса, заузела је град и стрељала махновистичке команданте који су тамо били стационирани.
Дана 31. јануара, 13. армија је напала Хуљајпоље, током чега су убили Савелија Махна, узели 300 ратних заробљеника и заробили значајну количину војне опреме побуњеника. Даље нападе на махновце извеле су дивизије из Естоније, Летоније и Кине, због недостатка веза са Украјином, што је резултирало уоченом ликвидацијом махновиста.[166] Пошто је устаничка војска била збринута, Чека је почела да разоружа локално становништво, узимајући сељане за таоце, док су њихове трупе кренуле у претрес кућа, убијајући таоце ако нађу неко непријављено оружје.[167] Петро Григоренко је касније изјавио да „није било краја крвопролићу“, скрећући пажњу на извештаје о једном масакру у махновистичком граду Новоспасивка, где је Чека „оборила једног од два војно способна мушкарца“. У ономе што је Александар Скирда описао као чин „директног геноцида“, процењује се да је око 200.000 украјинских сељака убијено током Црвеног терора.
Бољшевичка власт је спровела ратни комунизам у Украјини, уводећи строги систем рационирања, укључујући и храну, који је сељацима одузимао пољопривредне производе и стоку, па им је чак забранио риболов, лов и скупљање дрвне грађе. Напади на украјинско сељаштво били су оправдани политиком декулакизације, упркос чињеници да је до тада само 0,5% сељаштва поседовало више од 10 хектара земље. Совхози су такође пропали, а број државних фарми се преполовио, а њихова површина земљишта смањена на трећину, током 1920. Совјетски историчар Михаил Кубанин је писао: Совјетски економија је била нов и одвратан облик владавине [...] који је у стварности само поставио државу на место бившег великог земљопоседника. Имплементација ратног комунизма је тако резултирала оживљавањем сељачких буна. Пре јесени 1920. украјинско сељаштво је убило преко 1.000 бољшевичких реквизициониста.
Устаничка армија се на крају разоткрила Обраћањем сељацима и радницима Украјине, у коме су објавили намеру да изврше насилну одмазду бољшевицима. Побуњеници су почели да гоне кампању герилског рата против Црвене армије широм леве обале Украјине, где су махновисти познавали земљу и могли су да изврше серију изненадних напада на бољшевичке снаге. Крајем фебруара, естонски црвени пушкари у Хуљајпољу су елиминисани у изненадном нападу, након чега су стрељани њени команданти и политички комесари, док су њени обични војници добили могућност да се прикључе побуњеничкој војсци или да буду скинули униформе и послали кући. Ова дискриминаторска политика проширена је на читаву Црвену армију, тако што су устаници упутили апел друговима Црвене армије са фронта и позадинске гарде, у којем су подстицали црвене војнике на побуну и придруживање побуњеном сељаштву у борби против Црвене армије.
До пролећа 1920. махновисти су довољно регруписали своје снаге да поново започну веће операције. Њихова снага од 4.000 војника била је подељена на два контингента, сваки са својом коњицом, пешадијом, артиљеријским топовима и тачанкама. Побуњеници су кренули из Хуљајпоља у серију рација на положаје Црвене армије у северној Украјини, узевши 13.400 војника као ратне заробљенике, дајући још 30.000 хорде борбе и убијајући 2.000 политичких комесара и командних официра. Побуњеници су такође заузели значајну количину опреме Црвене армије, укључујући 5 артиљеријских топова, 2.300 артиљеријских граната, 93 митраљеза, 2.400.000 патрона, 3.600 пушака, 25.000 униформи, пољску болницу, па чак и један авионски брод. Ови напади су допуњени бројним изненадним нападима на јединице Црвене армије у околини Хулиаиполеа, током којих су одреди устаничке коњице разбили 46. дивизију, поново доводећи регион под контролу побуњеника.[175] Непрекидни напади на положаје Црвених, комбиновани са континуираним пропагандним напорима и прерасподелом имовине локалном сељаштву, на крају су довели до тога да се више побуњеничких одреда придружи махновцима. У року од неколико месеци, редови Устаничке армије су се повећали на 35.000 војника, који су поново успоставили централну команду Револуционарног војног совјета, која се састојала од седам делегата које су бирали сами устаници, чије одлуке би се спроводиле само уз сагласност чин и досије.
Махновисти су наставили да апелују на редовне војнике Црвене армије да се придруже њиховим редовима, идентификујући бољшевичке комесаре заједно са белцима и инвазију на пољску војску као „непријатеље народне револуције која се труди“. Неки од њих су неки од њих. ови апели су били успешни у изазивању бегунаца и побуна, при чему је цео 522. пук Црвене армије прешао на страну устаника 25. јуна. Како су се пребегли Црвене армије повећавали, бољшевичко руководство је поново скренуло пажњу на устанике, а директор Чеке Феликс Џержински је чак стигао у Дњепар да лично руководи антимахновистичком кампањом. Џержински је саставио обраћање сељаштву Јекатеринослава како би покушао да их окрене против „махновистичких разбојника“, наводећи да су они повезани са Украјинском Народном Републиком, и позивајући на „истребљење махновиста као дивљих звери“. Такође је наредио да се свако село за које се утврди да је сарађивало са махновцима треба „изравнати“ и обећао да ће махновистички пребези бити поштеђени ако одлуче да „искупе свој грех“ на пољском фронту. Устаници су одговорили позивајући војнике Црвене армије да „размисле о томе“, потврђујући њихов циљ успостављања „слободног совјетског режима“ и поново их охрабрујући да пребегну. У том тренутку је Чека организовала заверу за атентат на Махна, али је покушај откривен пре него што је могао да буде изведен и оба агента Чеке су погубљена.
У то време, Бели покрет је био покорен на Криму, где је Антон Дењикин препустио контролу над владом и војском Петру Врангелу, који је кренуо у реорганизацију покрета, правећи уступке локалном сељаштву и покушавајући да допре до других анти- Бољшевичке снаге. Махновисти су и сами тврдили да њихов антибољшевички устанак представља „Трећу револуцију“, повлачећи директну линију сукцесије од Фебруарске револуције и Октобарске револуције, са намером да окупе све револуционарне социјалисте који су још увек подржавали „слободне совјете“. Ово је привукло пажњу Врангела, који је управо победио коњички корпус Дмитрија Жлобе од 30.000 војника у операцији Северна Таурида. Дана 9. јула, један од Врангелових изасланика срео се са Махном код Мариупоља, где је предложио Махновцима да сарађују са Белима у њиховом рату против бољшевика. Огорчени предлогом, махновисти су одмах упуцали гласника, а када је послат други изасланик, линчовали су га и окачили на његов леш натпис на коме је писало „сви бели емисари ће поделити судбину овог“. формирајући савез са махновцима, бољшевици су коначно решили да учине исто, шаљући припадника левих есера да убеде устанике да се удруже са Црвеном армијом.

### Савез са Црвеном армијом
До августа 1920. године, серија пораза у Пољско-совјетском рату приморала је бољшевике да започну мировне преговоре, док је Врангел сам покренуо разорну офанзиву на положаје 13. Црвене армије на левој обали Украјине, продужујући беле линије све до Дњепар, Мариупоља и Дона. Устаничка армија се нашла заробљена између Црвене и Беле армије, суочена са нападима обе, што је изазвало расправу унутар махновистичког руководства око тога да ли да формира савез са Црвеном армијом или не. Подржали су предлог Василиј Куриленко и Виктор Белаш, док су се Дмитриј Попов и Симон Каретник противили, а сам Нестор Махно је био неодлучан. Одлучили су да сазову генералну скупштину како би Устаничка војска сама одлучила, а резултат је била тесна већина у корист савеза. Док се чекао одговор из Москве, сукоби са Црвеном армијом настављени су у септембру, махновисти су заузели Старобиљск, где су запленили 4 митраљеза, 40.000 метака и 180 коња, пре него што су ослободили 1.000 црвених ратних заробљеника.
Дана 20. септембра, бољшевичко руководство је коначно почело да прави увертира према махновистима, иако је тек следећег дана Сергеј Камењев дао наређење да се махновисти ликвидирају када Врангелове снаге буду поражене. Дана 29. септембра, Комунистичка партија Украјине одлучила је да пружи помоћ махновистима на фронту, без спајања те две снаге, и чак је дозволила пуштање анархиста из затвора Чеке. До краја септембра, услови пакта су закључени, а 2. октобра Михаил Фрунзе је ратификовао пакт, наредивши хитан прекид непријатељстава са Устаничком војском. Куриленко и Попов су послати у Харков да преговарају о условима пакта, како о политичким тако и о војним питањима. Према политичком пакту: анархистички затвореници су требали бити пуштени и прогон анархиста је престао; слобода говора и удруживања требало је да се прошири на анархисте, али под одређеним ограничењима; а анархистима је требало дозволити да учествују на совјетским изборима. Према војном пакту: Устаничка армија је требало да се подвргне високој команди Црвене армије, уз задржавање унутрашње структуре и аутономије; а устаници су се обавезали да у своје редове неће примати ни једну јединицу ни дезертере из Црвене армије. Све ово је било условљено самим побуњеницима да прекину непријатељства са украјинским совјетским властима, иако су обе стране признале да је споразум био само привремени, на снази до пораза Врангела.
Упркос ранијим непријатељствима, устаници су пристали на бољшевичке кораке, а Петар Аршинов је тврдио да је масовна подршка борби против Врангела оно што је оправдало пакт. Устаници такође нису знали за мировне преговоре у Риги, који су већ наметнули примирје између пољских и совјетских снага, и потценили су капацитет Црвене армије на Јужном фронту. Устаници су се и даље надали да ће придобити становништво и сматрали су да су довољно јаки да се војно одупру Црвеној армији, када за то дође време. Дана 13. октобра, Махно је поново потврдио у уводнику да устанички покрет не признаје ауторитет Совјетске Украјине и одбио је политичку сарадњу са бољшевицима, сматрајући да је пакт у потпуности војни подухват. Пакт је у значајној мери третирао махновисте и бољшевике као равноправне партнере, упркос томе што је први попустио војну подређеност потоњем, при чему су се устаници надали да ће успех против Белих обавезати бољшевике да дозволе спровођење совјетске демократије и проширење грађанских слобода у Украјина. Исходи пакта били су тренутни, када су команданти побуњеника Петар Гавриленко и Алексеј Чубенко, као и водећи анархистички интелектуалац Волин, ослобођени из затвора Чеке. Рањене махновисте, укључујући самог Махна, је лечио медицински корпус Црвене армије. Услови пакта били су толико повољни за устанике да је врховна команда Црвене армије почела да брине да ли ће њихове сопствене трупе ускоро поново почети да пребегну у махновске редове.
Како су односи између бољшевика и махновиста поново почели да омекшавају, устаницима је додељено сопствено позориште, које је обухватало њихову матичну територију око Сињељникова, Александровска, Хуљајпоља и Бердјанска. Напредовање махновиста је потпомогнуто бројним побуњеницима који су били ухваћени иза белих линија, од којих су неки накратко склопили савез са Врангелом током офанзиве Црвене армије, који је обавестио Устаничку армију о положајима Белих. Уз информације својих двоструких агената, побуњеници су 22. октобра напали Хуљајпоље, разбили белу „дивизију Дроздов“ у бочном маневру и поново заузели њихов главни град, узимајући притом 4.000 ратних заробљеника.
Махновисти су тражили три дана одмора у Хуљајпољу, али им је наређено да наставе офанзиву, под претњом да ће њихов савез са Црвеном армијом бити поништен. Устаничка експедициона снага, којом је командовао Симон Каретник са Петром Гавриленком као начелником штаба, одмах је кренула из Хуљајпоља и заузела Запорожје 23. октобра. Током следеће недеље, Каретников одред је заузео Токмак, где је заузео 200 заробљеника и запленио 4 артиљеријских топова и митраљеза, пре него што су наставили преко Мелитопоља и Јакимовке све до Сиваша, приморавајући Беле да се повуку са копнене Украјине на Крим. Одлучујући крај Операције у Северној Тауриди довео је до тога да су Бели претрпели тешке губитке и изгубили значајну количину своје опреме, смањујући их на делић њихове некадашње снаге. За само две недеље, Каретников устанички одред је потукао Беле, готово потпуно независно од пешадије Црвене армије која је подржавала и потпуно без очекивања бољшевичке команде. Каретникове снаге су биле састављене од свега 4.000 пешака, 1.000 коњаника и 1.000 митраљезаца, са 250 митраљеза и 12 артиљеријских топова, док је Црвена армија на фронту имала 188.771 војника, а Бела 4.4. Најважније је то што је махновско заузимање Мелитопоља, сматраног белом упориштем у региону, оно што је окренуло ток против белог покрета и натерало их да се врате на Крим.
Устаници су 28. октобра поново затражили кратак одмор и опоравак, али је и то одбио Михаил Фрунзе, који је поново запретио поништавањем савеза. Да би устаници били изоловани од симпатичних елемената Црвене армије, Каретников одред је пребачен из 13. армије у 4. армију, да би поново пребачен у 6. армију, затим у 2. коњичку армију и потом назад у 4. армију, све у року од две недеље. Дана 5. новембра, док је био у саставу 6. армије, Каретников одред је добио наређење да нападне беле положаје код Перекопа, што је, како је Сергеј Камењев известио, била самоубилачка мисија. Август Корк је известио да се Каретник брзо вратио из офанзиве, јер би његова рута била кроз мочваре, тврдећи да би прелазак преко ње „не долазио у обзир“. Имајући то у виду, одлучено је да Каретников одред, заједно са 15. и 52. стрељачком дивизијом, крене у јуриш у ноћи 7. новембра, при слабој видљивости. У то време, Каретников одред се састојао од само 1.000 пешака, 700 коњаника, 191 митраљеза и 6 артиљеријских топова, док је у Перекопу било на хиљаде беле пешадије, са 750 митраљеза, 180 артиљеријских топова, 48 тенкова и 48 тенкова. Под јаком митраљеском ватром, Каретник је предводио напад на кубанске козаке Михаила Фостикова, потискујући их преко Сиваша, што је скоро понављање напада Петра Ласија током руско-турског рата 1737. године.
Опсада Перекопа је почела са тешким губицима на Црвеној страни, али Каретников напад им је омогућио да успоставе мостобран на Литванском полуострву, што им је обезбедило одлучујући офанзивни положај. Дана 9. новембра, бела коњица коју је предводио Иван Барбович напала је леви бок 15. дивизије, накратко их потиснувши назад. Каретников одред је узвратио сопственом коњичком јуришом, која се раширила непосредно пре сукоба са Белима, остављајући их отвореним за митраљеску ватру устаничког тачанка. Ово је приморало кубанске козаке да се понове и купили су 15. и 52. дивизију време да ојачају своје линије, омогућавајући сигуран пролаз појачањима из 51. стрељачке дивизије и коњичке бригаде Николаја Криленка. Након пробијања белих линија код Перекопа, махновисти су 13. новембра покренули офанзиву на полуострво, заузевши Симферопољ и приморавши Беле да почну евакуацију са Крима, током које је 100.000 белих војника и 50.000 цивила побегло на 126 бродова. После две године грађанског рата, Бели покрет је коначно поражен на Јужном фронту, остављајући само неколико упорника у Сибиру. Беле снаге које су остале на Криму, заробљене Фрунзеовим обећањем о амнестији, масакрирала је Чека, по наређењу Беле Куна. Процене ратних заробљеника погубљених током овог периода крећу се од 13.000 до преко 50.000.
Након што је битка завршена, Каретников одред је постављен у Саки, у потезу који је направио Фрунзе како би осигурао да махновисти буду изоловани и спречени да напусте Крим, чак и да су одред окружили 52. дивизија, 3. коњички корпус и 2. бригада летонских пушкара. У извештају Камењеву, Фрунзе је приметио да су се махновисти „прилично добро ослободили оптужби“, узнемирујући се да нису претрпели веће губитке. У међувремену, побуњеници који су још увек били на копну купили су време да се одморе и опораве, уверени да ће их њихов савез са Црвеном армијом заштитити од било каквог напада. Током новембра 1920. започели су процес реконструкције и поново почели да спроводе своју визију анархо-комунизма у јужној Украјини: „слободни совјети“ су поново успостављени; либертаријанске школе су основане по узору на Фереров покрет; политичко и економско образовање одраслих; а дневне представе су се постављале у локалним позориштима.

### Нов конфликт са Црвеном армијом
Један од бољшевичких потписника пакта, Сергеј Гусев је тврдио да војни савез са махновистима није склопио зарад помоћи побуњеницима у рату против Врангела, „већ да бисмо се на неко време ослободили непријатеља иза леђа наше линије“, наводећи да би споразум увек био „сасвим природно раскинут“ након Врангеловог пораза. Други бољшевички потписник био је Јаков Јаковљев, који је осудио украјинске анархисте на првом конгресу Црвене интернационале радничких синдиката, окривљујући за распад савеза махновце, које је означио као „бандите“. Упркос бољшевичком испољавању реалполитике, махновисти су се надали да ће пакт остати на снази још неколико месеци, што ће им дати времена да изграде либертаријанску алтернативу украјинској совјетској влади. Махновистичка делегација на анархистичком конгресу у Харкову, коју је предводио Дмитриј Попов је позивала бољшевике да у потпуности спроведу услове политичког пакта.
Други махновисти нису били толико оптимистични, а начелник генералштаба Григориј Василевски је прогласио крај споразума и позвао побуњенике да се припреме за бољшевички напад у року од недељу дана. Дана 23. новембра, откривени су шпијуни из 42. стрељачке дивизије који су покушавали да лоцирају тачно место где се налазила устаничка команда, са циљем да помогну офанзиву Црвене армије на махновисте. Делегација у Харкову је одговорила притиском на Кристијана Раковског да ухапси команданте 42. дивизије и спречи било какав упад Црвене армије на територију коју држе побуњеници, али је совјетска влада тврдила да је све то био неспоразум и обећала да ће то истражити. Следеће ноћи, када се махновска делегација распитивала о истрази, они су ухапшени и послати у Москву, где су стрељани. Укупно, 346 анархиста у Харкову је ухапшено, при чему је један број истакнутих махновиста оптужен за издају и стрељан од стране московске Чеке, а скоро целокупно чланство Набата је затворено. 42. дивизија је истовремено водила напад на Хуљајпоље, док је 2. коњички корпус опколио град. Махнов одред црне гарде од 150 људи брзо је окупио одбрану града, али је одлучио да побегне након што је уочио прекид у црвеним линијама, вероватно због саосећајних црвених јединица које су се повлачиле. Након што је 3. махновистички пук заузела 126. дивизија у Малој Токмачи, Махнове снаге су предводиле контранапад који је одбацио црвене снаге назад у Ново-Успеновку, искористивши прилику да прегрупише побуњеничке снаге, са неким црвеним војницима чак и пребегавши у своје редове. Са 1.500 пешака и 1.000 коњаника на располагању, устаници су после вишечасовне борбе преузели Хуљајпоље од 42. дивизије, заробивши 6.000 црвених војника у граду, од којих је 2.000 такође приступило махновистичким редовима.
У међувремену, анархистичке јединице на Криму су интегрисане у редове 4. армије и пребачене на Кавказ. Дана 25. новембра, махновистички команданти на Криму су позвани на заједничку конференцију о планирању са командом Црвене армије, али су на путу упали у заседу и стрељани, а Симон Каретник и Петар Гавриленко су убијени. Следеће ноћи, њихов контигент је опкољен у изненадном нападу Чеке и покошен стотинама митраљеза, збривши велики број побуњеника. Део одреда је успео да побегне у Перекоп, успевши да успут порази 7. коњичку дивизију, док су га гонили 3. коњички корпус и 52. стрељачка дивизија. До 27. новембра, стигли су на одредиште и поделили се у две групе, при чему је једна прешла Сиваш, док се друга суочила са 1. стрељачком дивизијом на превлаци, да би се следећег дана придружили једни другима код Строгановке,, након што су безбедно побегли са Крима. Црвени команданти су приметили да њихове „сопствене јединице нису показале никакву иницијативу“ у нападу на махновце, често не делујући без посебних наређења и само невољно се ангажујући. Као одговор, њихова врховна команда је наредила стрељање 2.300 црвених војника, оптужених да су „подривали праведне подухвате совјетских власти и њихове храбре Црвене армије“. Команда Црвене армије је такође оправдавала нападе на махновце. на основу тврдњи да су одбили наређења и намеравали да их издају, упркос томе што су наводно планирали да раскину савез са махновистима још пре него што је офанзива против Врангела уопште почела.
Црвеним трупама у континенталној Украјини, које саме нису учествовале у опсади Перекопа, наређено је да гоне Каретников одред и спрече их да се прегруписају са осталим побуњеницима код Хуљајпоља. Код Михајловке су их ухватиле и опколиле дивизија Црвеног јункера, 42. стрељачка дивизија, Међународна коњичка бригада и 4. коњичка дивизија, под командом Семјона Тимошенка. Оскудан муницијом и бројчано надмашан 20 према 1, устанички одред је имао само 1.000 коњаника, 300 тачанки, 250 митраљеза и 6 артиљеријских топова са којима се суочио са Црвеним дивизијама. Успели су да избегну први сусрет, али су упали у сукоб са 42. дивизијом код Тимошивке, заузевши град после једнодневних борби и великих губитака, што им је омогућило да попуне залихе муниције по први пут од заузимања Симферопоља. Уместо да одмах крене даље, одред је остао у граду, што је омогућило црвеним снагама да се прегрупишу и нападну, на крају приморавши устанике да се повуку назад у Михајловку након што су прошли кроз своју муницију. Поново их је приковала црвена коњица и артиљерија, што је резултирало смрћу 600 устаника, а остатак одреда се разбио у мале групе и покушао да побегне. Сабљама Међународне коњичке бригаде одмах су пресреле и убиле 200 побуњеника, а мање од 300 устаничке коњице је успело да побегне у Керменчик, где су се 7. децембра коначно повезали са Махновим снагама. Команданти контингента најавили су „повратак Кримске војске“, сада само 1/5 првобитне величине, и испричали причу о убиству Каретника на генералној скупштини преосталих побуњеничких снага.
Михаил Фрунзе је одговорио тако што је распоредио скоро цео Јужни фронт Црвене армије против махновиста, са циљем да их опколи. Црвена армија је окупила 150.000 војника за борбу против устаника, окупљајући 4., 6. и 13. армију, заједно са 1. и 2. коњичком армијом. Пошто је Револуционарни војни савет извршио притисак на Фрунзеа и Камењева да ликвидирају побуњенички покрет, они су наредили непрекидне посете територије коју су држали побуњеници током наредних недеља, планирајући да их потисну према Азовском мору, где ће бити „немилосрдно истребљени". Али махновисти су наставили да остану пролазна мета, покрећући таласе изненадних напада на црвене јединице и одузимајући њихову опрему, пре него што су релативно лако изашли из свог окружења. Један црвени официр је признао да је овај герилски рат омогућен захваљујући популарној подршци махновиста, која је долазила од локалног сељаштва, радника рудника, ратних удовица и сирочади, па чак и неких бивших чланова Комунистичке партије и војника Црвене армије. Махновистички командант Михаил Брова, на челу одреда од 600 војника у Павлоградској области, поразио је 2. децембра руску хусарску бригаду код Комара. Следећег дана Махно је командовао одредом од 4.000 устаника против црвена киргишка бригада, која их је успешно разбила, такође код Комара.
Махновисти су 12. децембра поново заузели Бердјанск, где су погубили 86 припадника Чеке, а 14. децембра су се сукобили са црвеним дивизијама код Андријивке, што је резултирало заробљавањем 20.000 црвених војника, који су накнадно добили могућност да или се вратити кући или ступити у устаничке редове. Неки који су се придружили на крају су се вратили Црвеној армији и обавестили своје команданте о положајима устаника који су 16. децембра увукли две стране у битку код Федоривке. Ангажман је на крају довео до застоја јер су побуњеници напустили многе од својих црних стандарда на бојном пољу. Ово је навело већи део команде Црвене армије да закључи да су остварили победу, при чему је Фрунзе у телеграму Лењину известио о разорним губицима на страни махновиста. Побуњеници су одговорили тако што су се поделили у неколико малих одреда и распршили по целом региону, а неки су напали чак и до Кијева, напали припаднике Чеке, јединице за реквизицију и функционере Комунистичке партије. Устаници су 19. децембра изненадним нападом напали петроградску Курсантијску бригаду и збрисали је, убивши известан број бивших царских официра и бољшевичких политичких комесара. Дана 3. јануара 1921. у изненадном нападу устаника убијен је и истакнути украјински бољшевик Александар Пархоменко.
Владимир Нестерович је стављен за команду над „летећим корпусом“, састављеним од најбољих јединица Црвене армије у Украјини, који је био задужен да прогони устанике широм земље, уз помоћ Црвених козака под Виталијем Примаковом и Григоријем Котовским. Махнов одред нашао се опкољен, могао је само да напредује полако под тешком митраљеском ватром и артиљеријским бомбардовањем. Према речима Петра Аршинова, нико од тамошњих побуњеника није желео да се разиђе, јер су „сви били решени да умру заједно, раме уз раме“. Махновисти су успели да се приближе граници са Галицијом, пре него што су се вратили и кренули назад преко пута. Са својих су отишли на север у Белгород, где су успели да се отресу Козака који су јурили до краја јануара. У овом тренутку они су прешли више од 1.500 километара, изгубили већину опреме и половину свог одреда, али су сада били у позицији да пређу у офанзиву. У међувремену, у јужној Украјини, опкољени локални побуњеници су вршили репресалије над Чеком, реквирујући јединице и друге владине функционере.
Лењин је за наставак устаничког покрета окривио Михаила Фрунзеа, кога је прекорио на 10. конгресу бољшевичке партије и поново захтевао хитну ликвидацију махновиста. Семјон Будјони је известио да се суочио са великим потешкоћама да одржи дисциплину у својим редовима, пошто је у једном тренутку пуцао на неколико команданата бригада и пукова након што су их побуњеници поразили, изјављујући да: „нико од команданата није био склон да заврши задатак да се Махно збрише, без обзира на цену и свом могућом брзином." Штавише, војници су наставили да дезертирају из Црвене армије како би се придружили устаницима. Један значајан случај догодио се 9. фебруара, када је Григориј Маслаков предводио целу своју бригаду у пребег из 4. коњичке дивизије и придружио се устаничком одреду Михаила Брове. Све се то дешавало у време када су антибољшевичке побуне харале земљом, са побунама које су избијале у Тамбову, Сибиру, Карелији, па чак и Кронштату, на шта је совјетска влада одговорила увођењем Нове економске политике и све већим ослањањем на Чеку. да угуши побуну. Само у Украјини, процењује се да је око 50.000 људи било у отвореној побуни против владе. Сами махновци су задржали језгро од 2.000 пешака, 600 коњаника, 80 митраљеза и 10 артиљеријских топова, са могућношћу да испоруче још 10.000 за операције великих размера.
Устаничка армија се поново реорганизовала, ослањајући се на своју проверену тактику муњевитог ратовања и децентрализације како би наставила да гони сукоб. Врховна команда Црвене армије, „стидећи се да гледају једни друге“, борила се да обузда устанике својом уобичајеном тактиком опкољавања, уместо тога прибегавајући предвиђању њиховог кретања и постављајући им заседу на стратешким локацијама, ангажујући своје најбоље трупе и опрему да то ураде. Као одговор на избијање Кронштатске побуне у марту 1921. године, Бровин одред је послат у области Дона и Кубана, док су остали послати у Вороњеж и Харков, све у циљу подстицања даљег ширења устанка. Махнов одред се заглавио на обалама Дњепра, да би се на крају поделио како би покрио више терена, суочен са континуираним нападима и заседама Црвене армије.
Пети свеукрајински конгрес совјета је 6. марта позвао на кампању против „бандитизма”, сматрајући то „државним задатком од примарног значаја”. Конгрес је понудио амнестију оптуженима за разбојништво ако се предају пре 15. априла, што је довело до тога да се око 10.000 побуњеника преда. Међу онима који су се предали наводно је био и један број водећих махновиста, као што је бивши командант артиљерије Василиј Шаровски. Упркос интензивирању офанзиве Црвене армије, Устаничка армија је наставила да води свој рат до пролећа 1921. Црвена коњица се показала углавном неефикасном против махновистичког језгра и тако је пребачена на Крим, како би угушила Бровљев устанак. Када је коњички одред Семјона Будјоног пао у сусрет са Махновом, Црвени козаци су били принуђени да беже пред надмоћнијим бројем устаника, а пораз је чак катализирао известан број дезертирања из 1. коњичке армије.
Крајем маја махновисти су покренули офанзиву против украјинске бољшевичке престонице Харкова, прегруписавши хиљаде побуњених партизана, укључујући 2.000 коњаника. Бољшевици су одговорили тако што су град опколили пешадијом, тенковима, митраљезима и артиљеријским топовима Црвене армије, што је осујетило покушај напада устаничке војске, приморавши их да се поново врате децентрализованим одредима. Током јуна 1921. махновисти су претрпели велике губитке, са 1.500 устаника који су погинули, посебно током пораза у Полтави. Црвена армија је такође претрпела велике губитке, али је успела да ефикасније надокнади те губитке због много већих резерви. Дана 26. јуна, када је и сам Михаил Фрунзе био у заседи и рањен од стране побуњеника, централна команда Црвене армије је искористила прилику да га коначно разреши командовања, заменивши га бившим царским официром Константином Авксентјевским. Под командом Авксентјевског, појачана је офанзива Црвене армије против махновиста, са истакнутим бољшевицима као што су Робертс Еидеманис, Василиј Бљухер и Никита Хрушчов који су преузели контролу над операцијама на терену.

### Пораз и изгнанство
Иако је коначно победила поразом бројних других побуна око Русије, Црвена армија се и даље нашла у немогућности да у потпуности укроти устанак у Украјини. У јулу 1921. године само у Доњецку је још увек деловало 18 устаничких група, са 1.042 човека и 19 митраљеза. Команда Црвене армије одлучила је да у потпуности усредсреди своју енергију на уништавање махновистичког језгра тако што је поставила моторизовани одред, којим је командовао Маркијан Германович, да прогони Махнову сотњу од 200 војника. Дана 12. јула, моторизовани одред се искрцао из свог оклопног воза код Билмака, али је један од његових оклопних аутомобила одмах упао у заседу махновиста, који су ухватили посаду. Потом је потера за махновистима трајала пет дана и прешла је 520 километара, наневши побуњеницима велике губитке и скоро им понестало муниције, пре него што су коначно успели да отргну оклопни одред са њиховог трага. Пошто је Махно поново побегао из Црвене армије, Еидеманис је 22. јула наредио погубљење једног броја махновистичких резервиста, док је Фрунзе поново захтевао „дефинитивну ликвидацију“ махновистичког покрета.
Током лета 1921. убијени су неки од најистакнутијих вођа устаника, међу којима су Федир Шчус, Фома Кожин и Василиј Куриленко. Основна група Махновиста је и сама вршила рације у централној Русији, али је сам Махно на крају био приморан да се повуче како би се збринуле групације, остављајући Виктора Белаша да командује језгром. Под сталним гоњењем Црвене армије, која је нанела многе губитке током њиховог путовања од 1.000 километара, Махнов мали одред се повукао све до Дњестра, да би коначно прешао у Румунију 28. августа. У егзилу, многи махновисти су се нашли како лутају између низа концентрационих логора и затвора. Водеће личности махновистичког покрета, као што су Волин, Петар Аршинов и сам Нестор Махно, на крају су завршили у Паризу, где је њихово изгнанство трајало све до њихове смрти.
У међувремену, Белаш је био неспособан да издржи герилски рат, а његов одред је скоро збрисан у заседи код Знамљанке. Неки од преживелих су успели да побегну преко границе, али је самог Белаша чека ухапсила и пребацила у Харков, где је написао своје мемоаре пре суђења и погубљења 1923. године. Током јесени 1921. совјетској влади се предало 30 махновистичких команданата и 2.443 устаника, од којих су неки чак тражили и званично признање њихове улоге у борби против Белог покрета. Упркос поразу, махновистичка побуна је настављена у подземљу: 1922. године махновистичка група је елиминисана у Полтави; 1923. године, тајна махновистичка организација је расформирана; 1924. године, пријављено је да још увек делује 18 побуњеничких група у Украјини. Махновистичка активност је трајала чак до избијања Другог светског рата, када је Зелена гарда устала против нацистичке окупације Украјине.

## Организација
Средином 1919. Револуционарна устаничка армија Украјине имала је снагу од око 15.000 људи, организованих у једну коњичку и четири пешадијске бригаде, митраљески пук са 5000 топова и артиљеријски одред. На свом врхунцу у децембру 1919. године, имала је око 83.000 пешака, 20.135 коњаника, 1.435 митраљеза и 118 топова, као и седам оклопних возова и неколико оклопних аутомобила. Био је организован у четири корпуса и стратешку резерву. Сваки корпус је имао једну пешадијску и једну коњичку бригаду; свака бригада је имала 3–4 пука одговарајућег типа.
Структура није била структура традиционалне војске. Уместо тога, РУАУ је била демократска милиција заснована на војничким комитетима и генералним скупштинама. Официри у обичном смислу су укинути; уместо тога, сви команданти су били изабрани и опозиви. Одржане су редовне масовне скупштине на којима се расправљало о политици. Војска је била заснована на самодисциплини, а сва дисциплинска правила војске су била одобрена од стране војничких скупштина.
Постоји историјска дебата о томе да ли је РУАУ била потпуно добровољна милиција или се ослањала на регрутацију. Пол Аврицх тврди да је добровољна мобилизација у стварности била регрутација. Други историчари се не слажу. Мајкл Малет указује на преживеле летке РУАУ-а из 1920. године који су позиви на придруживање, а не наређења. После дуге дебате, регионални конгрес на Слободној територији Украјине одлучио је да одбаци регрутацију и уместо тога употреби морално убеђивање. Другим речима, „обавезна мобилизација“ је одбачена у корист „обавезне мобилизације“, што је значило да сваки радно способан мушкарац треба да призна своју обавезу да се придружи. Лав Троцки је такође изјавио да је РУАУ била добровољна милиција, а пошто је Троцки командовао Црвеном армијом која је на крају поразила РУАУ, није имао разлога да лаже у њихову корист. По речима Троцког, „Махно нема опште мобилизације, а то би заиста било немогуће, јер му недостаје потребан апарат“.